# تدخل صحفي
التدخل الصحفي هو مفهوم «يعكس إلى أي مدى يتجه الصحفيون إلى مواصلة مهمة معينة وتعزيز قيم محددة». إن الصحفيين ذوي المواقف التدخلية العالية لا يقومون بإعداد المواد بحيادية وموضوعية، بل يظهر تحيزهم في المواضيع التي يكتبون عنها. وبهذا يهدف أسلوب المراسلة التدخلية إلى التأثير على الرأي العام. علاوةً على ذلك، «قد تتصرف الثقافات الصحافية التي تتبع نهجًا تدخليًا نيابةً عن الفئة المحرومة اجتماعيًا أو تعمل كـ متحدث عن حزب سياسي وغيره من الجماعات التي تتعرض مصالحها للخطر».

## نطاق التدخل الصحفي
يمكن ملاحظة التدخل الصحفي في مجال السياسة كما يحدث في الحملات الانتخابية وفي مجال صحافة السلام. واقترح توماس هانيتزش، الأستاذ المساعد في دراسات الاتصالات والبحوث الإعلامية في جامعة ميونيخ، سلسلة متصلة يمكن الاعتماد عليها في قياس درجة التدخل. "لقد أصبح قطب التدخل في السلسلة المتصلة جليًا في نماذج الأدوار مثل الدور "التشاركي" و"المدافع" و"التبشيري" مع الصحفيين الذين يضطلعون بأدوار أكثر نشاطًا في عملية المراسلة. وهناك عاملان يربطان بين التدخل والثقافة الصحفية: وهما البعد عن أصحاب السلطة وتوجه السوق. ومن المتوقع أن يكون الصحفيون الذين على مسافة من أصحاب السلطة أكثر تشككًا، في حين يميل الصحفيون الذين على مقربة منهم لأن يصبحوا أكثر دفاعية وألا يتدخلوا بنفس القدر الذي يتدخل به الصحفي المتشكك. وعلى الجانب الآخر، ينظر الصحفيون إلى المواطنين باعتبارهم مستهلكين في الثقافة الإخبارية الموجهة نحو السوق. وفي المقابل، في ثقافة المصلحة العامة يصبح الصحفيون أقل توجهًا للسوق وينظرون إلى الجمهور باعتبارهم مواطنين وليس مستهلكين. فهم "يهتمون بالأخبار المتعلقة بالاحتياجات الديمقراطية للمجتمع" ويتميزون بأنهم أقل تدخلية. 
ويميل «وسيط التغيير الحاسم»، وهو واحد من الأوساط الصحفية المهنية الأربعة التي يشير إليها هانتيزش، إلى «التأكيد على أهمية الدفاع عن التغيير الاجتماعي، والتأثير على الرأي العام ووضع الأجندة السياسية»، كما أنه يعد مثالًا على نمط المراسلة التدخلية. وتختلف درجة التدخل في عملية المراسلة الصحفية عبر البلدان المختلفة. وفي دراسة أجراها هانيتزش وآخرون تضمنت إجراء مقابلات مع 2100 صحفي محترف من 18 دولة، تبين أن الصحفيين غير الغربيين يميلون لأن يصبحوا أكثر تدخلًا في تصورات أدوارهم وأكثر مرونة فيما يتعلق بوجهات نظرهم الأخلاقية. ووفقًا لهذه الدراسة، يتبين أن 73% من الصحفيين المصريين و68% من الصحفيين الأتراك ينظرون إلى أنفسهم على أنهم «وسطاء التغيير الحاسمون» ومن ثَم كتدخليين إلى حد ما. أما في ألمانيا، فيوجد 10% من الصحفيين وفي الولايات المتحدة يوجد 21% منهم ينظرون إلى أنفسهم باعتبارهم «وسطاء التغيير الحاسمين».
وبصورة عامة، "يوجد مستوى عالٍ من التدخل في ثقافة الصحافة التي يمكن وصفها بـ "البرجماتية". ففي الثقافة الإخبارية البرجماتية، لن يتم إدراج سوى المواد السياسية التي تتميز بقيمة إخبارية عالية في أخبار التليفزيون، بينما يتم استبعاد المواد السياسية الأخرى. علاوةً على ذلك، تُستخدم خطابات المرشحين كمادة خام يبني منها الصحفي بعد ذلك قصته الخاصة.

### التدخل في الحملات الانتخابية
في عملية إذاعة الحملات الانتخابية، يتدخل الصحفيون في عملية التغيير السياسي عندما ينقلون، على سبيل المثال، جانبًا من الخطاب الذي يدلي به السياسي. وبصورة عامة، يعد التدخل الصحفي أكثر تواجدًا في ثقافة الاتصال السياسي، والتي تتميز بأنها موجهة للإعلام. وهنا، يجب على الساسة والمتحدثين الرسميين السياسيين «قبول ثوابت الإنتاج الإعلامي وقواعده الخاصة إذا رغبوا في أن يتقلدوا أي منصب يمكنهم من خلاله توصيل رسالتهم». وكنتيجة لذلك، يظهر ميل نحو «إضفاء الطابع الشخصي على السياسة، وتفضيل الجوانب السياسية ذات اللمسة البشرية، والانحياز إلى أشكال البرامج المعلوماتية الترفيهية المرئية والمسرحية (التليفزيونية)». 
وفي إطار ذلك، أجرى فرانك إيسير، أستاذ الإعلام الدولي والمقارن بجامعة زيوريخ، بحثًا حول طول مدة مقاطع الصوت والصورة (اقتباسات قصيرة وصور مرئية للسياسيين الذين يظهرون في الأخبار التليفزيونية) بهدف تحليل عملية التدخل الصحفي.
وأوضح إيسر في إطار بحثه ماهية العوامل التي تؤثر على التدخل الصحفي عند إذاعة الحملات الانتخابية (في السياقات الوطنية المختلفة). وفي مجال الصحافة المهنية، يظهر تأثير الهيكل الإعلامي وكذلك الهيكل السياسي على درجة التدخل الصحفي. ووفقًا لهذا النموذج، يحدث هذا التدخل في إطار الثقافة السياسية، والتي على إثرها لا يثق الرأي العام في المؤسسات السياسية. وبشكل عام، يحدث هذا التدخل كثيرًا عندما يصل الإعلام إلى درجة عالية من الاستقلال، وخاصة الاستقلال عن السيطرة السياسية. وكنتيجة لذلك، تميل مقاطع الصوت الخاصة بالسياسيين في تقرير تدخلي ما إلى أن تصبح قصيرة نوعًا ما، في حين تميل تلك التقارير الصادرة عن الصحفيين لأن تكون أطول. علاوةً على ذلك، يؤدي التدخل عالي المستوى في الحملة الانتخابية إلى «إنتاج إطار أضيق من التغطية الإخبارية في الانتخابات بشكل عام». 
وفي نمط المراسلة التدخلية، أصبحت الصحافة أكثر تركيزًا على الصحفيين بدلًا من التركيز على السياسيين أو الموضوع الذي يكتبون حوله، وبالتالي «يزداد تأثير الصحفيين، وسلطتهم ومكانتهم». وبهذا، يرتفع مستوى التدخل في الإعلام عندما يتجه الصحفيون إلى نقل محتوى الحملات الانتخابية بمفرداتهم الخاصة. وفي إطار ذلك، عكف جيسبر سترومباك، الأستاذ في مجال الإعلام والاتصالات بجامعة ميد السويدية، ودانييلا ديمتروف، أستاذ مساعد بكلية جرينلي للصحافة والاتصالات بجامعة ولاية آيوا، على تطوير المؤشرات التي يمكن الاعتماد عليها في قياس درجة التدخل الصحفي، على سبيل المثال، في مجال الحملات الانتخابية. وتوصل الباحثان إلى المؤشرات التالية ذات الصلة:
1. طول أجزاء الخطاب الذي يلقيه السياسي (يحدده الصحفي).
2. درجة الظهور بالنسبة للصحفي: «كلما كان الصحفيون أكثر ظهورًا – على سبيل المثال، من خلال تسجيلات بالصوت والصورة للمراسل ضمن التقرير أو مذيعي الأخبار الذي يجرون مقابلات مباشرة أو من داخل الأستوديو – أقحموا أنفسهم وسط المشاهدين، وهذا ما يدور المحتوى الإخباري ظاهريًا حوله».[11]
3. المدى الذي يُمنح السياسيون في إطاره حق التلخيص، ويُقصد بذلك الجزء الختامي من الخطاب.
4. همهمة الشفاه؛ ويعني هذا المصطلح أن يطغى صوت الصحفي على صوت السياسي، ومن ثَم تعتبر هذه الطريقة «فعالة في إسكات السياسي».[12]
5. تأطير عملية الحشد بوصفها لعبة إستراتيجية أو سباق خيل يعتمد عليه الصحفي في أسلوب المراسلة.
6. الدرجة التي يصل إليها الصحفي في تغطية المحتوى الإخباري إعلاميًا؛ وهذا يعني أن اعتماد النظام السياسي على وسائل الإعلام يرتبط بالأسلوب الصحفي للتقارير الإخبارية.[13] وتختلف أساليب المراسلة التفسيرية عن الوصفية.[14] فيحاول النمط التفسيري الذهاب إلى أبعد مما هو واضح، ويتجه إلى تقديم تحليل أو سياق. ويوفر هذا الأسلوب للصحفيين مزيدًا من السيطرة على الرسالة التي يقومون بتوصيلها وبالتالي تدخلًا أكبر؛ نظرًا لأن الصحفي لديه السلطة في تشكيل محتوى الخبر.[15]

وبالاعتماد على هذه المؤشرات، يمكن قياس درجة التدخل الصحفي في تقارير الأخبار السياسية.

### التدخل في صحافة السلام
تعد صحافة السلام تدخلية بطبيعتها؛ حيث إنها تعزز بفعالية فكرة السلام عبر الاتصالات العامة (Hanitzsch 2007b, 2). علاوةً على ذلك، «تجمع صحافة السلام بين مجال الصحافة والسلام باعتباره هدفًا خارجيًا». إن الصحفيين الذين يدافعون عن السلام لم يعد يُنظر إليهم كمراقبين محايدين، ولكن يقومون بالمراسلة بطريقة انتقائية. «يطلق على الصحافة بأنها صحافة السلام عندما يتاح لكل من المحررين والمراسلين إمكانية الاختيار – من بين القصص التي يمكنهم المراسلة حولها، والوسيلة التي ينتهجونها في المراسلة». ويذكر هازنتيش أن صحفيي السلام ينظرون إلى جمهورهم باعتبارهم سلبيين وبحاجة إلى تنويرهم بواسطة عملهم الصحفي. إن هذا النوع هو شكل من أشكال الصحافة يعمل خارج مفاهيم قيم الموضوعية والحيادية والتجرد. «ولقد اكتسبت صحافة السلام زخمًا معياريًا؛ فهي تعطي أولوية لمفهوم السلام باعتباره قيمتها الأساسية ونقطة انطلاقتها التحليلية». وبهذا يعد هذا النوع من الصحافة تدخليًا، فالهدف الأساسي منه لا يكمن في المراسلة بطريقة حيادية، بل في إيجاد الواقعية وتعيين الأمثلة والدعوة للتغيير. ويعتبر هذا النوع نفسه وسيلة يمكن من خلالها الدعوة للسلام وتسوية النزاعات بطريقة غير عنيفة.

## الأسباب الداعية إلى تبني أسلوب المراسلة التدخلي
يكمن أحد الأسباب الداعية إلى تطوير نهج الصحافة التدخلية في التقارير الإخبارية التي تتناول السياسات في إضفاء السمة التجارية على الصحافة كمثال. ويسهم إضفاء السمة التجارية في تحويل السلطة من السياسات إلى الإعلام، وبالتالي أصبح الإعلام أكثر أهمية في عملية الاتصال السياسي، ومن ثَم الفوز بسلطة تشكيل المحتوى الإخباري السياسي. وفي نظام البث الإذاعي ذي الطابع التجاري و«الصحافة التعددية المستقلة داخليًا ذات الدرجة العالية من الاستقلال السياسي»، يهيمن الإعلام على عملية الاتصال السياسي. بالإضافة إلى ذلك، في الثقافة التي لا يحوز فيها الرأي العام على ثقة المؤسسات السياسية، يتم قبول الصحافة العدائية - ومن ثَم التدخلية - اجتماعيًا. 
علاوةً على ذلك، في الثقافة الصحفية المستقلة ذات المهنية العالية، "تؤدي عملية وضع المعايير الصحفية المستقلة والمميزة إلى ظهور "نموذج استباقي بعيد عن مبدأ الحزبية"، وبالتالي تبني الأسلوب الصحفي التدخلي.

## النقد
تعد الصحافة التدخلية شكلًا غير حيادي من عملية المراسلة، وتحيد عن القيم الصحفية العامة التي تتطلب ضرورة التزام الموضوعية في المراسلة. ومع ذلك، من الصعب تحديد عند أي نقطة يمكن اعتبار المساهمة الصحفية تدخلًا. «ومن الصعب للغاية تحديد، على سبيل المثال، ما إذا كانت التغطية السلبية أو الإيجابية لأحد السياسيين أو لإحدى القضايا هي نتاج تحيز حزبي أو بسبب طبيعة الأحداث أو عوامل أخرى». كذلك، فيما يتعلق بالمحتوى الإخباري السياسي، من الصعب «العثور على معيار يقيس القرب أو البعد» المناسب«المسموح به للمتحدثين الرسميين والصحفيين». وبالتالي، أصبح من الصعب تحديد ما إذا كان - ولأي درجة - الصحفي يتصرف بشكل تدخلي. وبشكل عام، من الصعب تصنيف التدخل كأسلوب صحفي بأنه إما إيجابي أو سلبي. ويعكس النقاش حول موضوع التدخل الصحفي النقاش العام الدائر حول ماهية الصحافة المهنية، وكيف يمكن تعريفها، في بلدان مختلفة كذلك.